# Broń masowego rażenia w Polsce
Polska podczas zimnej wojny posiadała aktywny program rozwoju broni masowego rażenia, a na potrzeby Ludowego Wojska Polskiego zmagazynowano od 178 do 250 sowieckich ładunków nuklearnych. Od czasu, kiedy podpisano układ o nierozprzestrzenianiu broni jądrowej (NPT), ograniczono rozrost badań nuklearnych do niewojskowych celów. Polska i Rosja pracują nad wyeliminowaniem zapasów broni chemicznej i biologicznej stworzonej przez państwa Układu Warszawskiego.

## Broń nuklearna
Na początku lat 60. na uzbrojeniu Wojska Polskiego znalazły się sowieckie rakiety taktyczno-operacyjne 8K11 (zestaw rakietowy 9K51) i taktyczne 3R10 (zestaw rakietowy Łuna z wyrzutnią 2P16). Z uwagi na ich niewielką celność mogły one być skutecznie użyte jedynie jako nośniki głowic nuklearnych 3N14. Do przenoszenia broni jądrowej przystosowanych było także 12 z dostarczonych Polsce samolotów MiG-21PFM. W połowie lat 60. rozpoczęły się rozmowy polsko-sowieckie, których wynikiem był program o kryptonimie „Wisła”. W jego ramach strona polska zbudowała na podstawie sowieckich planów trzy składy broni jądrowej. Były one zlokalizowane w okolicach Podborska koło Białogardu (skład kryptonim 3001), Brzeźnicy-Kolonii koło Jastrowia (3002) i Templewa koło Trzemeszna Lubuskiego (3003). Każdy z tych składów wyposażony był w dwa magazyny broni jądrowej. Według początkowych planów miano w nich składować 178 głowic jądrowych, których nosicielami miały być rakiety 8K11 i 3R10. Budowę składów rozpoczęto w 1967 roku, zakończono w styczniu 1970. Następnie składy zostały przekazane Północnej Grupie Wojsk Radzieckich, która miała sprawować opiekę nad ładunkami do momentu przekazania ich Wojsku Polskiemu, co miało nastąpić po wybuchu konfliktu zbrojnego NATO-Układ Warszawski. Każdy ze składów zajmował blisko 300 hektarów i miał obsługę składającą się z 120 żołnierzy i 30 oficerów. Składy mogły pomieścić 192–288 ładunków jądrowych. Według ujawnionych danych w połowie lat 80. zmagazynowano w nich 14 głowic o mocy 500 kT, 83 głowice o mocy 10 kT, dwie bomby o mocy 200 kT, 24 bomby o mocy 15 kT i 10 bomb o mocy 0,5 kT. W połowie lat 70. w każdym składzie zbudowano dodatkowy magazyn broni jądrowej typu Granit. Przyczyna rozbudowy składów nie jest znana. Możliwe, że związana była z pojawieniem się na uzbrojeniu LWP kolejnych nosicieli broni jądrowej, takich jak samoloty Su-20 (połowa lat 70.), MiG-23 (1979), MiG-21bis (1980) i Su-22 (1984), zestawy rakiet operacyjno-taktycznych 9K52 (1983), armaty samobieżne 2S7 Pion i rakiety 9K72 zestawu Elbrus (Polska nie posiadała zestawu Oka. Czyniono przygotowania do jego wprowadzenia do 3 Brygady Artylerii w Biedrusku, jednak kryzys gospodarczy w jakim znajdował się PRL pod koniec lat 80. uniemożliwił wprowadzenie zestawu do tej „frontowej” jednostki nowej myśli technicznej mimo wyszkolenia w ZSRR specjalistów do obsługi ww. sprzętu).
Poza bronią jądrową przeznaczoną dla WP na terenie Polski znajdował się szereg składów broni jądrowej przeznaczonej dla Północnej Grupy Wojsk Radzieckich. Był to skład w pobliżu Szprotawy tzw. typ Monolit (około 40 bomb jądrowych 244N, a później 8U46, 8U47, RN-28, RN-40, a także głowic dla lotniczych pocisków rakietowych), obiekty typu Granit znajdujące się na lotniskach w Chojnie i Bagiczu (składy pogotowia mieszczące 10-20 bomb przeznaczonych dla sowieckiej 239 Dywizji Lotnictwa Myśliwskiego), oraz Kluczewie (dzielnica Stargardu).
W wyniku zmagazynowania na terenie PRL znacznej liczby ładunków jądrowych oraz faktu, iż Polska prowadziła badania nuklearne, NATO zakwalifikowało kraj jako posiadający aktywny program nad badaniem broni nuklearnej. Badania nuklearne rozpoczęły się na początku lat 60., głównym celem było doprowadzenie do reakcji nuklearnej do końca dekady. W późniejszych latach 60. udało się doprowadzić do kontrolowanej reakcji rozszczepienia jądra atomowego. Polska ratyfikowała NPT 12 czerwca 1969 roku. W latach 70. uzyskano fuzję neutronową (reakcja termojądrowa) przez koncentryczne fale uderzeniowe. W latach 80. badania skupiły się na opracowaniu i analizie reakcji mikronuklearnych przy utylizacji izotopu uranu 235. Po upadku Układu Warszawskiego oraz po upadku komunizmu badania nuklearne zostały przejęte przez Instytut Energii Atomowej. Polska dysponowała dwoma reaktorami nuklearnymi w Instytucie Badań Jądrowych w Otwocku-Świerku (obecnie Instytut Energii Atomowej), o nazwach: EWA i Maria. 24 lutego 1995 roku reaktor EWA wyłączono ze względu na zużycie poszczególnych elementów i materiałów. Badania nuklearne były kontynuowane w reaktorze Maria w celach niewojskowych. Jako część porozumienia między Stanami Zjednoczonymi a Polską, wywieziono wzbogacony uran do zabezpieczonego składu atomowego w Rosji 10 sierpnia 2006 roku.

## Broń chemiczna
Polska ratyfikowała Protokół genewski 4 lutego 1929 roku.
Produkcję broni chemicznej w Polsce rozpoczęto przed II wojną światową.